# حصار عكا (1103)
حصار عكا وقع في ربيع عام 1103 (6 نيسان - 16 أيار) من القوات الصليبية ضد مدينة عكا الساحلية الفاطمية.

## الخلفية
وكان الهدف التالي لغزو بلدوين هو عكا. وفي ربيع عام 1103م، بدأ حصار المدينة التي تقع على رأس على الحافة الشمالية لخليج حيفا. وقد ساعده باقي أفراد الطاقم والركاب في أسطول الحجاج الذين ساهم ظهورهم بشكل حاسم في تحقيق النصر في معركة يافا في العام السابق. وقد ذكر المؤرخ العربي ابن الأثير أن عكا تعرضت لحصار بحري. ومع ذلك، يبدو أن عدد السفن المتاحة على الجانب المسيحي لم يكن كافيًا لفرض حصار كامل، كما أظهرت الأحداث اللاحقة أيضًا. كما ورد في تاريخ ويليام الصوري أن نقص السفن كان سببًا حاسمًا في فشل الحصار.

## الحصار
وقد قام المحاصرون، الذين قيل إن عددهم بلغ نحو 5000 رجل، بنشر المقاليع وبرج الحصار، الأمر الذي دفع المدافعين في نهاية المطاف، بعد قتال مطول، إلى بدء المفاوضات بشأن شروط الاستسلام. ولكن قبل وقت قصير من استسلام عكا، دخلت اثنا عشر سفينة حربية إسلامية قادمة من صور وصيدا وسفينة نقل كبيرة محملة بالرجال والمواد الحربية إلى ميناء المدينة، حيث أحيت هذه التعزيزات إرادة القتال. ولم ينجح المدافعون في هزيمة العديد من آلات الحصار فحسب، بل تمكنوا أيضًا من إتلاف برج الحصار الصليبي. فقرر الملك بالدوين بعد ذلك فك الحصار. وقد دمر الصليبيون المنسحبون آلات الحصار المتبقية، كما دمروا جزءًا كبيرًا من بساتين عكا.

## العواقب
بعد الفشل في عكا، قام الملك بالدوين بتقدم آخر نحو جبل الكرمل لتطهيره من عصابات قطاع الطرق الذين كانوا لا يزالون يجعلون طرق المرور حول حيفا غير آمنة من هناك. ومع ذلك، فقد أصيب في مناوشة، وبعد ذلك كان لا بد من إنهاء هذا المسعى قبل الأوان.